# Даниелян, Константин Григорьевич
Константин Григорьевич Даниелян  (арм. Կոնստանտին Դանիելյան) (род. 29 января 1936, Товуз, Шамшадинский район) ― советский и армянский врач-психиатр, доктор медицинских наук (1980), профессор (1985). Известен своими работами по шизофрении, алкоголизму, алкогольным психозам, наркомании, психосексуальным расстройствам, внешним органическим психозам.

## Биография
Родился 29 января 1936 года в селе Товуз, Шамшадинский район, Армянская ССР, ЗСФСР, СССР.
В 1961 году окончил Ереванский государственный медицинский институт. С 1975 года работал в Ереванском институте усовершенствования врачей. В 1980 году защитил докторскую диссертацию, в 1985 году избран профессором.
С 1985 года заведовал кафедрой психиатрии, психотерапии и медицинской психологии Национального института здоровья Армении.
Константин Даниелян участвовал в работе Института психиатрической реформы с 1996 года. Был членом Нью-Йоркской академии наук с 1998 года, членом Международной ассоциации психологов с 1999 года и членом Международной ассоциации психиатров с 2001 года.
Работы Даниеляна касаются вопросов шизофрении, алкоголизма, алкогольных психозов, наркомании, психосексуальных расстройств, внешних органических психозов. Предложил новую классификацию стандартной алкогольной истерии.
Написал ряд монографий по психиатрии.